# Молтонборо (Нью-Гемпшир)
Молтонборо (англ. Moultonborough) — місто (англ. town) в США, в окрузі Керролл штату Нью-Гемпшир. Населення — 4918 осіб (2020).

## Демографія
Згідно з переписом 2010 року, у місті мешкали 4044 особи в 1741 домогосподарстві у складі 1242 родин. Було 4940 помешкань
Расовий склад населення:
| - 97,9 % — білих - 0,7 % — азіатів - 0,3 % — чорних або афроамериканців - 0,2 % — корінних американців |

До двох чи більше рас належало 0,5 %. Частка іспаномовних становила 1,0 % від усіх жителів.
За віковим діапазоном населення розподілялося таким чином: 18,6 % — особи молодші 18 років, 59,0 % — особи у віці 18—64 років, 22,4 % — особи у віці 65 років та старші. Медіана віку мешканця становила 50,5 року. На 100 осіб жіночої статі у місті припадало 98,3 чоловіків;  на 100 жінок у віці від 18 років та старших — 99,0 чоловіків також старших 18 років.
Середній дохід на одне домашнє господарство  становив 138 122 долари США (медіана — 74 625), а середній дохід на одну сім'ю — 162 286 доларів (медіана — 87 067). Медіана доходів становила 61 071 долар для чоловіків та 42 391 долар для жінок. За межею бідності перебувало 4,6 % осіб, у тому числі 7,7 % дітей у віці до 18 років та 1,9 % осіб у віці 65 років та старших.
Цивільне працевлаштоване населення становило 2002 особи. Основні галузі зайнятості: освіта, охорона здоров'я та соціальна допомога — 21,7 %, науковці, спеціалісти, менеджери — 14,4 %, будівництво — 9,3 %, мистецтво, розваги та відпочинок — 9,0 %.